# 101.ª Divisão Aerotransportada
A 101.ª Divisão Aerotransportada (101st Airborne Division), também conhecida por "Águias Gritantes" ("Screaming Eagles") ou simplesmente 101.ª — é uma divisão modular especializada em infantaria ligeira do Exército dos EUA, treinada para operações que impliquem a infiltração por intermédio de paraquedas ou assalto aéreo. A 101.ª tem sido referida como "ponta da lança" pelo ex-secretário de Defesa dos EUA , Robert Gates, e a mais potente e taticamente móvel das divisões do Exército dos EUA, pelo ex-Chefe do Estado Maior do Exército GEN Edward C. Meyer (aposentado). Esta força é capaz de planear, coordenar e executar operações de ataque aéreo de escalão brigada, capazes de apreender zonas críticas em apoio a objetivos operacionais, e é capaz de trabalhar em cenários de elevada intensidade e com infraestruturas limitadas ou degradadas. Essas operações específicas são conduzidas por equipas altamente móveis, com longo raio de alcance e enfrentando as forças inimigas atrás das suas linhas. De acordo com o autor da Screaming Eagles: 101.ª Divisão Aerotransportada, a sua mobilidade exclusiva no campo de batalha e alto nível de treino mantiveram-na na vanguarda das forças de combate terrestre dos EUA nos conflitos recentes. Mais recentemente, a 101.ª Aerotransportada tem vindo a realizar operações de segurança interna e contraterrorismo no Iraque e no Afeganistão.
A 101.ª Divisão Aerotransportada tem uma história de quase um século. Durante a Segunda Guerra Mundial, ficou conhecidas pelo seu papel na Operação Overlord (desembarques do Dia D e lançamentos de paraquedistas em 6 de junho de 1944, na Normandia, França), Operation Market Garden, a libertação da Holanda e sua ação durante a Batalha das Ardenas, na qual resistiu ao cerco da cidade de Bastogne, na Bélgica. Durante a Guerra do Vietname, a 101st travou várias campanhas e batalhas importantes, incluindo a Batalha de Hamburger Hill, em maio de 1969.
Em meados de 1968, foi reorganizada e redesenhada como uma divisão aerotransportada e, em 1974, como uma divisão de assalto aéreo. Os nomes refletem a mudança da divisão de aviões para helicópteros como o principal método de projeção de tropas em combate. Muitos membros atuais da 101.ª foram treinados na Escola de Assalto Aéreo do Exército dos EUA . É reconhecida pelos "dez dias mais difíceis" do Exército dos EUA, e sua taxa média de conclusão é de aproximadamente 50%. O quartel-general da divisão fica em Fort Campbell, Kentucky.
No auge da Guerra ao Terrorismo, a 101.ª Divisão Aerotransportada possuía mais de 200 aeronaves. A divisão agora tem pouco mais de 100 aeronaves. Em dezembro de 2017, a divisão tinha cerca de 29 mil soldados, dos 35 mil que possuía apenas três anos, antes por causa de restrições orçamentárias.

## História

### Primeira Guerra Mundial e período entre guerras
A sede da 101.ª Divisão foi organizada em 2 de novembro de 1918 em Camp Shelby, Mississippi, tendo sido constituída em 23 de julho no Exército Nacional. A Primeira Guerra Mundial terminou 9 dias depois, e a divisão foi desmobilizada em 11 de dezembro de 1918.
Em 1921, a sede da divisão foi reconstituída nas Reservas Organizadas e estabelecida em 10 de setembro de 1921, em Milwaukee, Wisconsin. Foi nessa época que a alcunha "Águias Gritantes" se associou à divisão, como sucessora das tradições dos regimentos voluntários de Wisconsin da Guerra Civil Americana.

### Segunda Guerra Mundial até os dias atuais

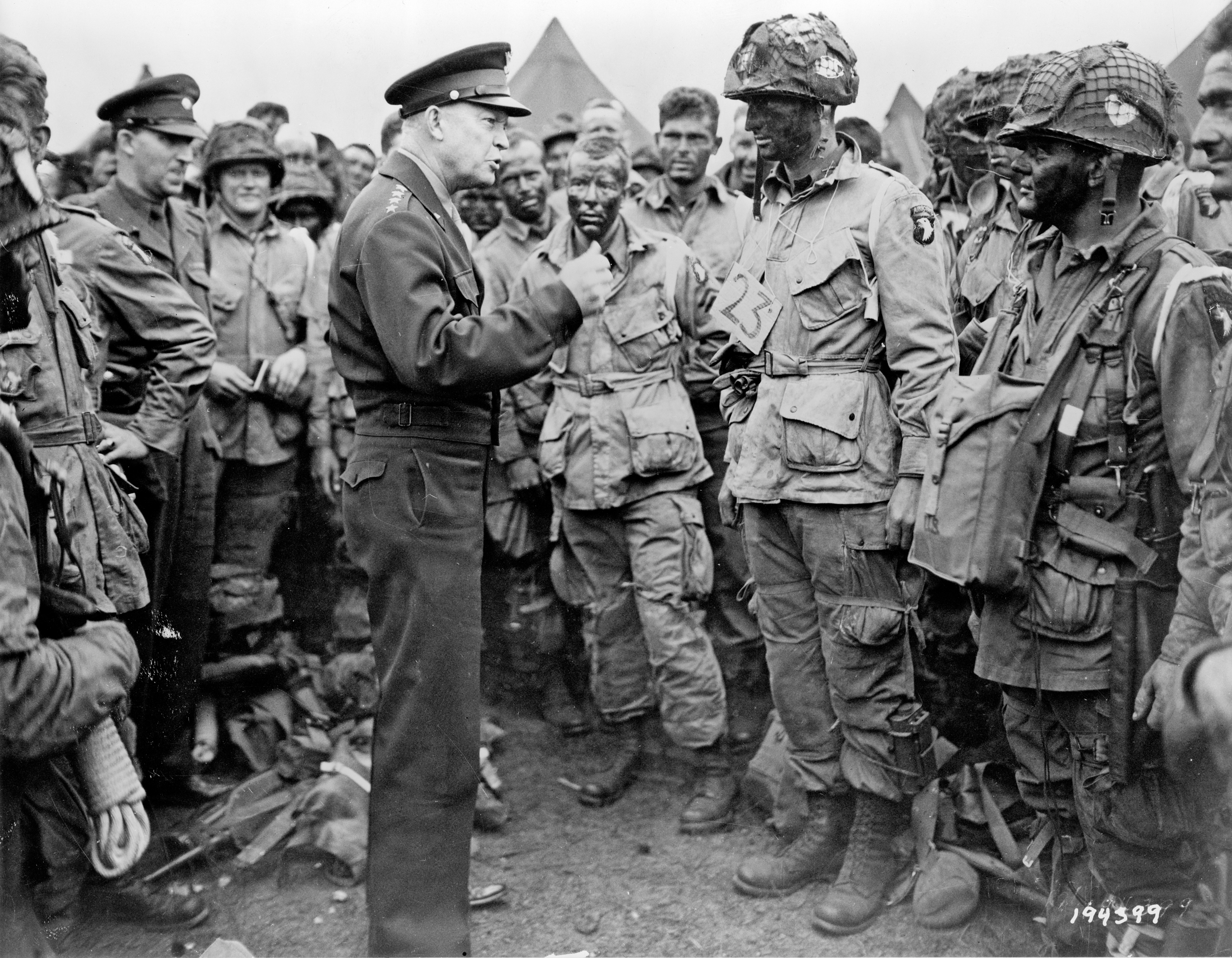
O General Dwight D. Eisenhower conversa com o 1.º Tenente Wallace C. Strobel e os homens da Companhia E, 502.º Regimento de Infantaria Paraquedista, em 5 de junho de 1944. O cartaz em volta do pescoço de Strobel indica que ele é o chefe de salto da patrulha n.º 23 do 438.º Grupo de Transporte.

Em 30 de julho de 1942, as Forças Terrestres do Exército ordenaram a ativação de duas divisões aerotransportadas até 15 de agosto de 1942. A 82.ª Divisão, uma divisão da Reserva Organizada que tinha sido ativada em março de 1942, recebeu ordem de fornecer os quadros de pessoal necessários à 101.ª Divisão, a outra divisão selecionada para o projeto, para todos os elementos, exceto a infantaria paraquedista. Como parte da reorganização da 101.ª Divisão como uma divisão paraquedista, a unidade foi dissolvida em 15 de agosto de 1942 e reconstituída e reativada no Exército dos Estados Unidos. Em 19 de agosto de 1942, o seu primeiro comandante, major-general William C. Lee, leu a Ordem Geral Número 5: 
 A 101.ª Divisão Aerotransportada, que foi ativada em 16 de agosto de 1942, em Camp Claiborne, Louisiana, não tem história, mas tem um encontro com o destino. 

#### Dia D
Os precursores da 101.ª Divisão Aerotransportada abriram o caminho para o Dia D, no lançamento noturno de paraquedistas na madrugada antes da invasão. Eles descolaram da base de North Witham, tendo lá treinado com a 82.ª Divisão Aerotransportada. Os planadores foram particularmente ineficazes neste lançamento, com um elevado número de aparelhos acidentados e equipamento e pessoal perdido.

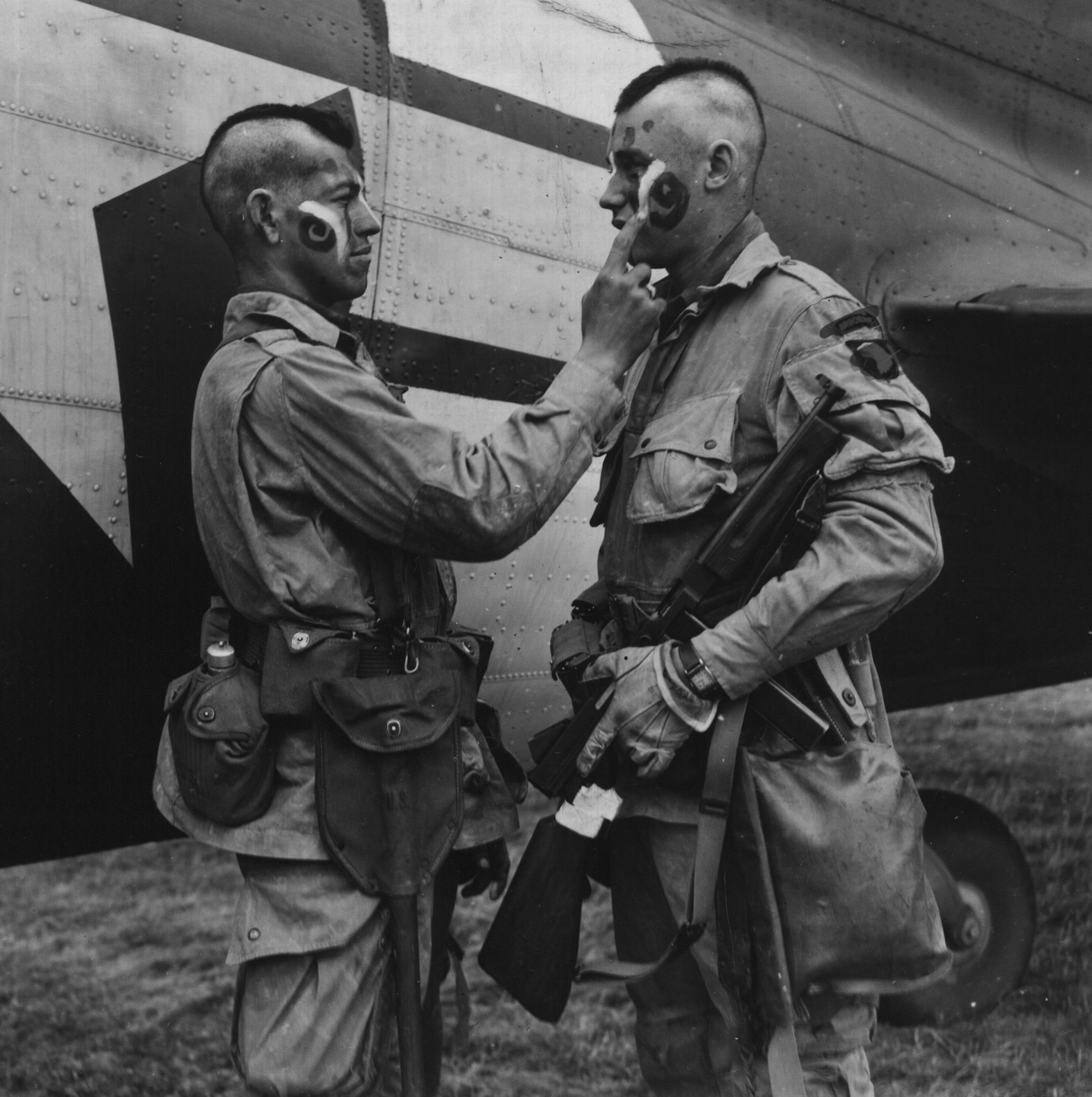
O soldado Ware aplica uma pintura de guerra de última hora ao soldado Plaudo, na Inglaterra em junho de 1944.

Os objetivos da 101st eram assegurar as quatro vias de acesso à Praia de Utah, entre St Martin-de-Varreville e Pouppeville, para garantir a saída da 4.ª Divisão de Infantaria da praia, no final da manhã. Os outros objetivos incluíam a destruição de uma bateria de artilharia de costa alemã em Saint-Martin-de-Varreville, a captura de edifícios próximos a Mésières, que se pensavam serem camaratas inimigas e um posto de comando da bateria de artilharia, a captura da eclusa do rio Douve em La Barquette (em frente a Carentan ), capturando as duas pequenas pontes no Douve em La Porte, em frente a Brévands, destruindo as pontes rodoviárias sobre o Douve em Saint-Côme-du-Mont e protegendo o vale do rio Douve. A sua missão secundária era proteger o flanco sul do VII Corpo. 

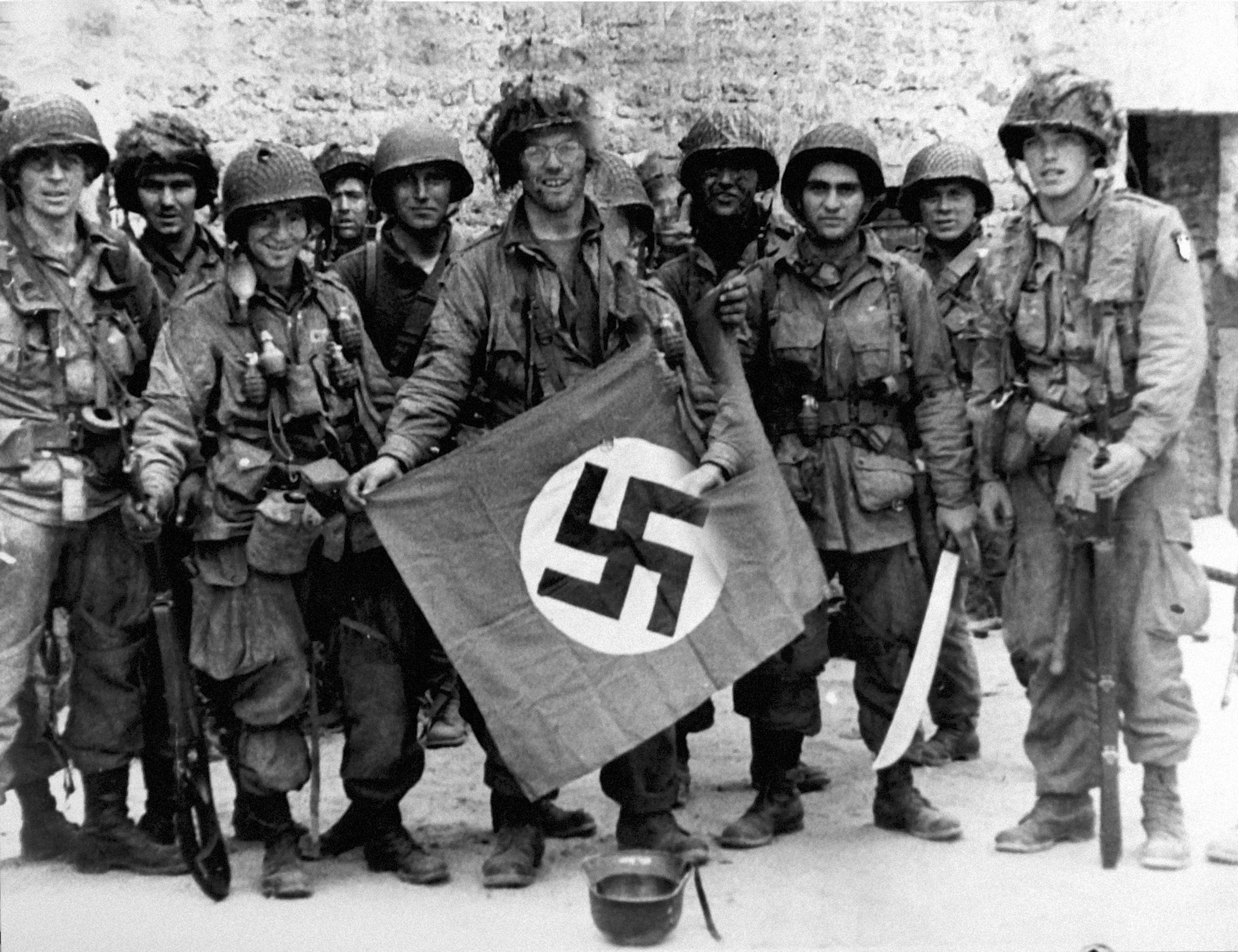
Paraquedistas da 101.ª Divisão posam com um sinal de identificação aérea de um veículo nazi capturado dois dias após o desembarque na Normandia.

Os paraquedistas destruíram duas pontes ao longo da rodovia de Carentan e uma ponte ferroviária a oeste desta. Asseguraram o controlo das eclusas de La Barquette e estabeleceram uma cabeça-de-ponte sobre o rio Douve, localizada a nordeste de Carentan.
Neste processo, as unidades condicionaram ainda as comunicações alemãs, montaram bloqueios em estradas para dificultar o movimento dos seus reforços, estabeleceram uma linha defensiva entre a cabeça de praia e Valognes, limparam a área das zonas de lançamento até Les Forges e garantiram a ligação com a 82.ª Divisão Aerotransportada.
Duas ações de destaque aconteceram perto de Sainte Marie-du-Mont, por unidades do 506.º Regimento de Infantaria Paraquedista (506th PIR), as quais envolveram a captura e destruição de baterias de obuses de 105 mm do III Batalhão Alemão-191.º Regimento de Artilharia. Durante a manhã, uma pequena patrulha de soldados da Companhia E (Easy Company) 506.º PIR, comandada pelo 1.º Tenente Richard D. Winters enfrentou uma força três a quatro vezes superior e destruiu quatro armas, numa quinta chamada Brécourt Manor. Pelo comando desta operação, Winters foi mais tarde premiado com a Cruz de Serviços Distintos, e os seus homens com Estrelas de Prata e Bronze. Estes acontecimentos foram documentados no livro Band of Brothers e na aclamada minissérie de mesmo nome.

#### Operação Market Garden
Em 17 de setembro de 1944 a 101.ª Divisão Aerotransportada tornou-se parte do XVIII Corpo Aerotransportado, sob o comando do Major General Matthew Ridgway, parte do Primeiro Exército Aerotransportado Aliado, comandado pelo Tenente General Lewis H. Brereton. A divisão participou na Operação Market Garden (17–25 de setembro de 1944), uma operação militar aliada, sob o comando do marechal de campo Bernard Montgomery, comandante do 21.º Grupo de Exército Anglo-Canadiano, para capturar pontes holandesas sobre o rio Reno.
Travada nos Países Baixos, esta foi a maior operação de largada de paraquedistas de todos os tempos, e não atingiu o sucesso pretendido.
O plano, conforme delineado pelo marechal-de-campo Montgomery, exigia a captura de várias pontes na estrada 69, no rio Mosa e dois braços do Reno ( Waal e Baixo Reno ), além de vários canais e afluentes. Atravessar estas pontes permitiria às unidades blindadas britânicas flanquear a Linha Siegfried, avançar para o norte da Alemanha e cercar o Ruhr, o coração industrial da Alemanha, terminando assim a guerra. Isto implicava o uso em larga escala das forças paraquedistas aliadas, incluindo as 82.ª e 101.ª Divisões Aerotransportadas dos EUA, juntamente com a 1.ª Divisão Aerotransportada britânica.
A operação foi inicialmente bem-sucedida. Várias pontes entre Eindhoven e Nijmegen foram capturadas pelas duas divisões americanas. A 101.ª encontrou pouca resistência e capturou a maioria dos seus objetivos iniciais, até 17 de setembro. No entanto, a demolição do objetivo principal da divisão (uma ponte sobre o canal de Wilhelmina, em Son), atrasou a captura da principal ponte rodoviária sobre o Mosa até 20 de setembro. Perante a perda da ponte de Son, a 101.ª tentou, sem sucesso, capturar uma ponte semelhante a alguns quilômetros de Best, mas encontrou o acesso bloqueado. Outras unidades avançaram para sul e alcançaram o extremo norte de Eindhoven.
Às 06:00 horas do dia 18 de setembro, os guardas irlandeses da Divisão Blindada de Guardas Britânicos retomaram o avanço, enfrentando forte resistência da infantaria e tanques alemães. Por volta do meio-dia, a 101.ª Divisão estabeleceu contacto com as principais unidades de reconhecimento do XXX Corpo Britânico. Às 16:00, uma mensagem por rádio alertou a força principal de que a ponte de Son já tinha sido destruída e solicitou que fosse montada uma ponte flutuante no local. Ao anoitecer, a Divisão Blindada já se encontrava na área de Eindhoven. No entanto, as colunas de transporte estavam congestionadas e foram sujeitas a bombardeamentos aéreos alemães, durante a noite. Os engenheiros do XXX Corpo, apoiados por prisioneiros de guerra alemães, construíram uma Ponte Bailey Classe 40 em 10 horas, sobre o Canal Wilhelmina. O setor mais longo da rodovia, assegurado pela 101.ª Divisão Aerotransportada, ficou mais tarde conhecido como "Autoestrada do Inferno".

#### Batalha das Ardenas

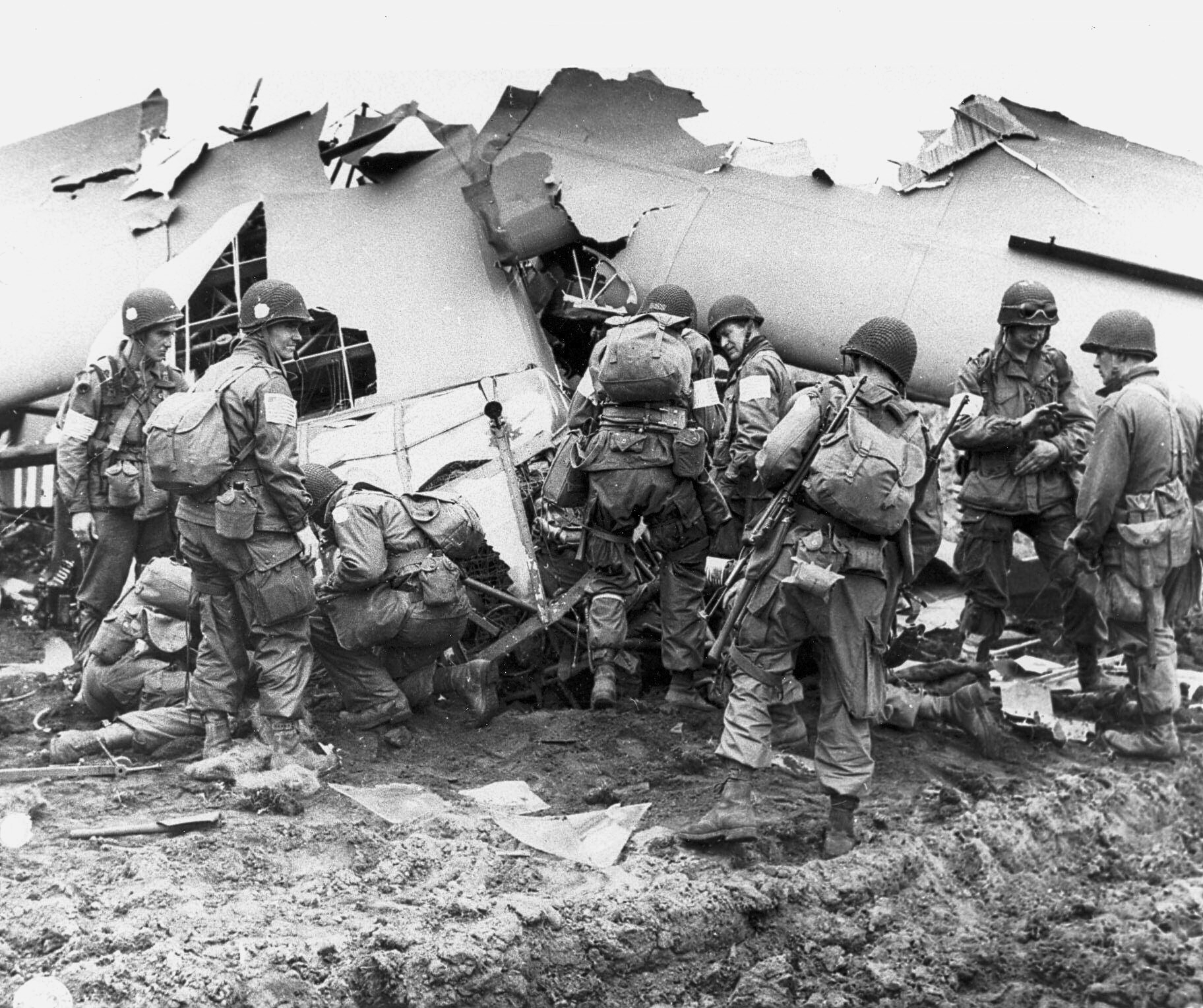
Homens da 101.ª Divisão Aerotransportada inspecionam um planador acidentado, em setembro de 1944

A Ofensiva das Ardenas (16 de dezembro de 1944 - 25 de janeiro de 1945) foi uma grande ofensiva alemã lançada no final da Segunda Guerra Mundial, através da região forestada das Ardenas, na Bélgica. O objetivo dos alemães era dividir a linha dos aliados, capturando Antuérpia no processo e, em seguida, cercar e destruir a totalidade do 21.º Grupo do Exército Britânico e todas as unidades do 12.º Grupo do Exército Americano a norte da ofensiva alemã, forçando os Aliados Ocidentais a negociar um tratado de paz a favor das Potências do Eixo. Para chegar a Antuérpia antes que os Aliados pudessem reagrupar e exercer a sua supremacia aérea, as forças mecanizadas alemãs teriam que capturar as principais estradas do lado leste da Bélgica. Como as sete principais estradas das Ardenas convergiam para a pequena cidade de Bastogne, o controlo dos seus cruzamentos era vital para o sucesso ou fracasso do ataque alemão. 

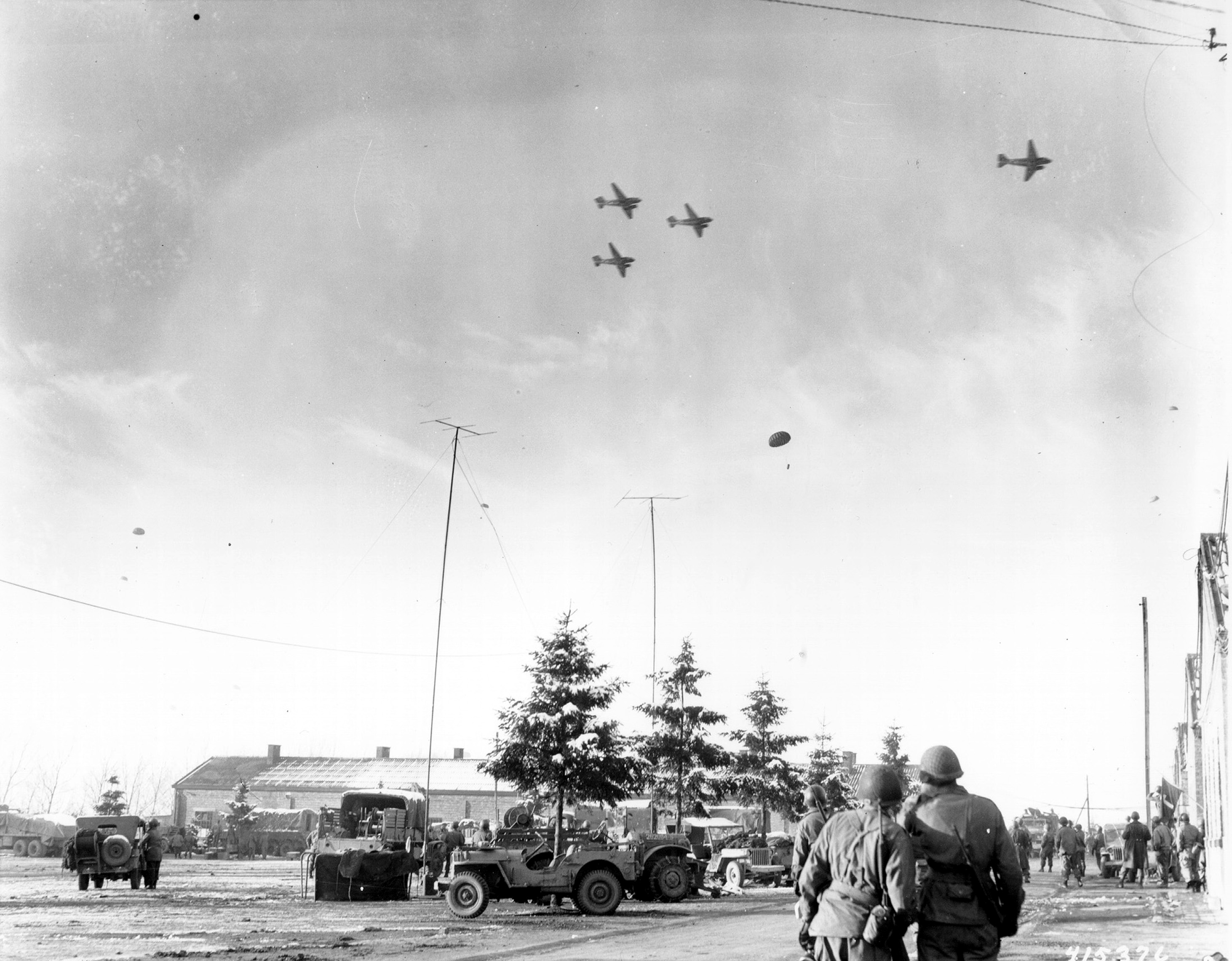
Paraquedistas da 101.ª Divisão Aerotransportada observam o lançamento de cargas por aviões C-47 sobre Bastogne.

Apesar de notórios indícios nas semanas anteriores ao ataque, a Ofensiva das Ardenas conseguiu uma surpresa praticamente completa. No final do segundo dia da batalha, tornou-se evidente que a 28.ª Divisão de Infantaria estava próxima do colapso. O Maj. Gen. Troy H. Middleton, comandante do VIII Corpo, enviou parte de sua reserva blindada (Comando de Combate B da 10.ª Divisão Blindada), para Bastogne. Entretanto, o Gen. Eisenhower decidiu empenhar a reserva da SHAEF, composta pelas 82.ª e 101.ª Divisões Aerotransportadas, que estavam estacionadas em Reims .
Ambas as divisões foram alertadas na noite de 17 de dezembro e, como não possuíam transporte orgânico, começaram a organizar viaturas pesadas para o transporte, já que as condições climáticas não permitiam o lançamento de paraquedistas. A 82.ª, com mais reserva e, portanto, melhor equipada, saiu primeiro. A 101.ª deixou Camp Mourmelon na tarde de 18 de dezembro, com uma ordem de marcha com a artilharia da divisão, viaturas da divisão, 501.º Regimento de Infantaria Paraquedista (PIR), 506.º PIR, 502.º PIR e 327.º Regimento de Infantaria de Planadores. Grande parte da deslocação foi conduzida à noite sob neve e granizo, usando os faróis para acelerar o movimento, apesar da ameaça de ataque aéreo, e num ponto a coluna combinada estendeu-se de Bouillon, na Bélgica, até Reims.
A 101.ª Aerotransportada foi direcionada para Bastogne, a 172 km de distância, num planalto a 450 metros de altitude, enquanto a 82.ª Aerotransportada tomou posições mais ao norte para bloquear o avanço do Kampfgruppe Peiper em direção a Werbomont, na Bélgica. O 705.º Batalhão de Destruidores de Tanques, na reserva a cem quilômetros ao norte, recebeu ordens de Bastogne para fornecer apoio antitanque à 101.ª Aerotransportada, no dia 18, e chegou na noite seguinte. Os primeiros elementos do 501.º PIR estabeleceram a área de montagem da divisão, 6 quilômetros a oeste de Bastogne, pouco depois da meia-noite de 19 de dezembro, e por volta das 9h, toda a divisão já se encontrava no local.
Em 21 de dezembro as forças alemãs cercaram Bastogne, que foi defendida pela 101.ª Aerotransportada e pelo Comando de Combate B da 10.ª Divisão Blindada. As condições dentro do perímetro eram difíceis - a maioria dos mantimentos e do pessoal médico tinha sido capturado em 19 de dezembro. O CCB da 10.ª Divisão Blindada, severamente enfraquecido nos combates para atrasar o avanço alemão, formou uma "brigada de fogo" de 40 tanques ligeiros e médios (incluindo sobreviventes da CCR da 9.ª Divisão Blindada, que tinham sido destruídos enquanto atrasavam os alemães, e oito tanques de substituição que foram encontrados e não estavam atribuídos, em Bastogne). Três batalhões de artilharia, incluindo o 969.º Batalhão de Artilharia de Campo (totalmente composto por afro-americanos), foram comandados pela 101.ª Divisão e formaram um grupo temporário de artilharia. Cada um possuía 12 obuses de 155 mm, fornecendo à divisão poder de fogo pesado em todas as direções, restrito apenas pelo seu número limitado de munições (em 22 de dezembro, as munições de artilharia estavam restritas a 10 munições por arma, por dia.) O tempo melhorou no dia seguinte, no entanto, e o abastecimento aéreo (principalmente munições) foi lançado em quatro dos cinco dias seguintes.

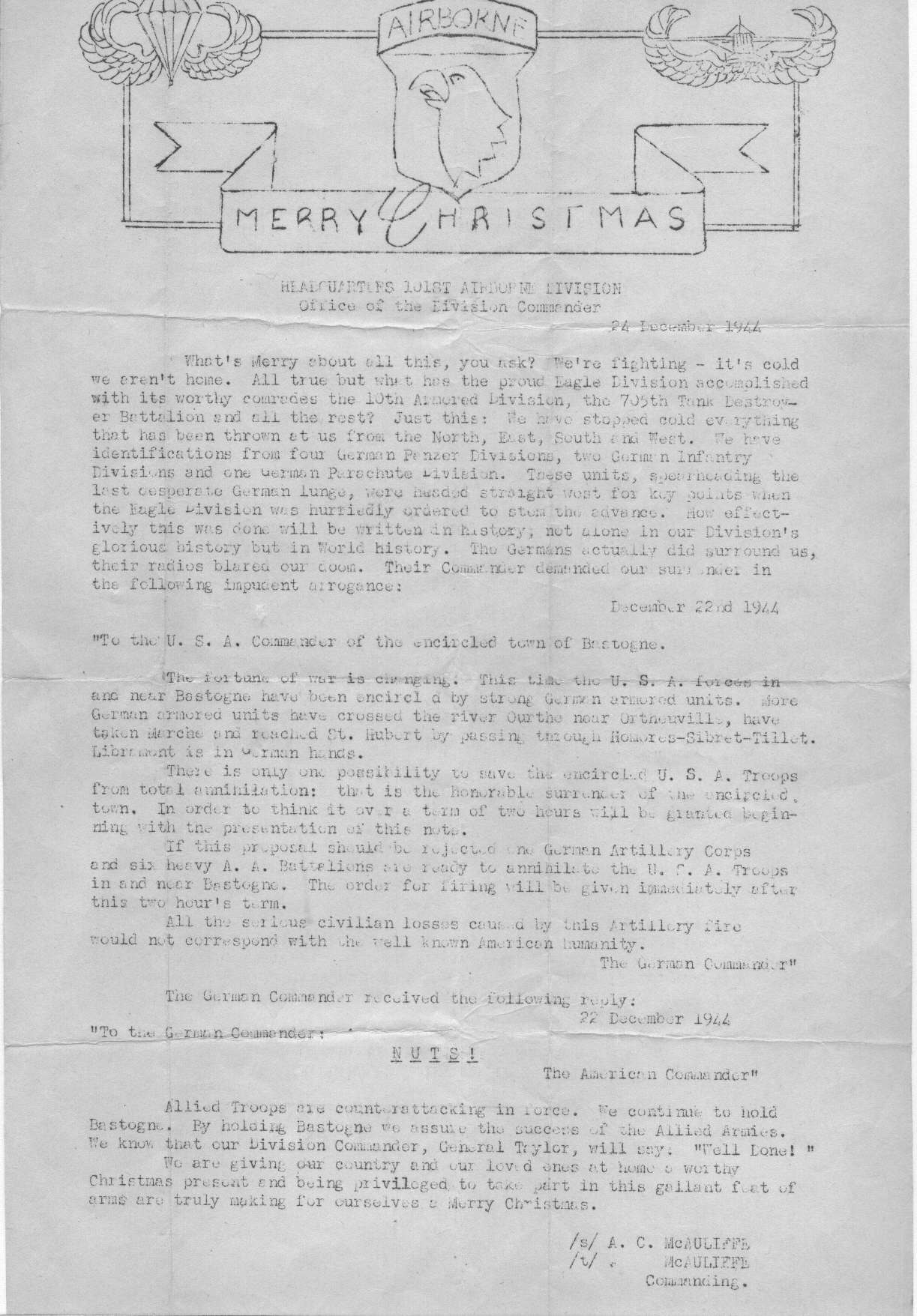
Uma carta do general McAuliffe no dia de Natal para os militares da 101.ª Divisão Aerotransportada, que defendiam Bastogne.

Apesar de vários fortes ataques alemães, o perímetro foi mantido. O comandante alemão, generalleutnant Heinrich Freiherr von Lüttwitz, solicitou a rendição de Bastogne. Quando o general Anthony McAuliffe, agora comandante interino da 101ª, foi informado, exclamou simplesmente: "NUTS!" (traduzido para "LOUCOS!" ou "LOUCURA!"). Depois de se voltar para outras questões pertinentes, a sua equipa lembrou-o que deveriam responder à inquirição alemã. Um oficial (Harry W. O. Kinnard, então tenente-coronel) confessou que a resposta inicial de McAuliffe era "difícil de bater". Assim, McAuliffe escreveu na mensagem entregue aos alemães: "NUTS!". Essa resposta teve de ser explicada, tanto aos alemães como aos aliados não americanos.
Ambas as divisões panzer do XLVII Panzer Corps avançaram para Bastogne após 21 de dezembro, deixando apenas um regimento panzergrenadier da Divisão Panzer-Lehr para ajudar a 26.ª Divisão Volksgrenadier, na tentativa de capturar os cruzamentos. O 26.º VG recebeu reforços adicionais de blindados e panzergrenadier na véspera de Natal para se preparar para o ataque final, que ocorreria no dia de Natal. Por falta de blindados e tropas suficientes e a 26.ª Divisão VG estar quase esgotada, o XLVII Panzer Corps concentrou o ataque em vários locais individuais sucessivos no lado oeste do perímetro, em vez de lançar um ataque simultâneo por todos os lados. O ataque, apesar do sucesso inicial dos tanques alemães em penetrar na linha americana, foi derrotado e praticamente todos os tanques alemães envolvidos foram destruídos. No dia seguinte, 26 de dezembro, a vanguarda da força de socorro do Terceiro Exército dos EUA, do general George S. Patton, a 4.ª Divisão Blindada, rompeu as linhas alemãs e abriu um corredor para Bastogne, terminadno o cerco. A divisão recebeu o apelido de "Os Bastardos Maltratados do Bastião de Bastogne".
Com o final do cerco, os homens da 101.ª esperavam ser redidos, mas receberam ordens para retomar a ofensiva. O 506.º atacou o norte e recapturou Recogne em 9 de janeiro de 1945, a Floresta de Corbeaux à direita da Easy Company, em 10 de janeiro, e Foy, em 13 de janeiro. O 327.º atacou em direção a Bourcy, a nordeste de Bastogne, em 13 de janeiro e encontrou forte resistência. A 101.ª Divisão Aerotransportada enfrentou a elite dos militares alemães, que incluía unidades como a 1.ª Divisão SS Panzer Leibstandarte SS Adolf Hitler, Führerbegleitbrigade, 12.ª Divisão SS Panzer Hitlerjugend e a 9.ª Divisão SS Panzer Hohenstaufen. O 506.º recapturou Noville em 15 de janeiro e Rachamps no dia seguinte. O 502.º reforçou o 327.º, e os dois regimentos capturaram Bourcy em 17 de janeiro, empurrando os alemães de volta para as linhas do dia em que a divisão chegara a Bastogne. No dia seguinte, a 101st foi rendida.

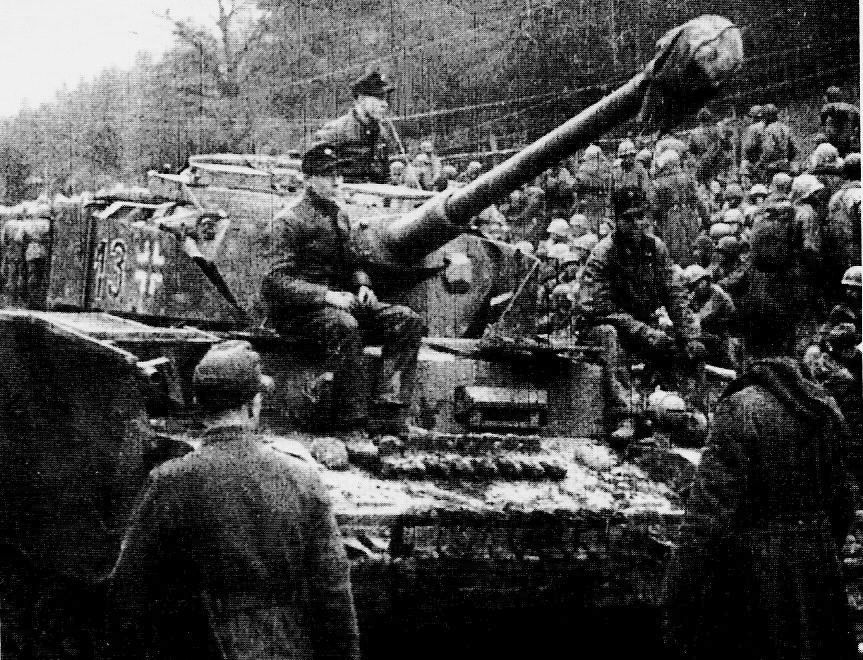
Um Panzer IV do Kampfgruppe Peiper da 1.ª Divisão SS Panzer Leibstandarte SS Adolf Hitler. A 101.ª Divisão Aerotransportada enfrentou esta divisão de elite das Waffen SS quando atacaram em direção a Bourcy, a nordeste de Bastogne, em 13 de janeiro de 1945.

#### Libertação de Kaufering
Em abril de 1945, a 101.ª avançou para a Renânia e eventualmente atingiu os Alpes da Baviera. Quando a divisão chegou ao sul da Alemanha, libertaram Kaufering IV, um dos campos de concentração do complexo de Kaufering. Kaufering IV tinha sido designado como o campo de doentes para onde os prisioneiros que não podiam trabalhar mais eram enviados. Durante a epidemia de tifo de 1945 na Alemanha, os prisioneiros de Kaufering com tifo foram enviados para lá para morrer. Kaufering IV estava localizado perto da cidade de Hurlach, que a 12.ª Divisão Blindada ocupou em 27 de abril, e onde a 101.ª chegou, no dia seguinte. Os soldados encontraram mais de 500 prisioneiros mortos e o Exército ordenou que os habitantes da cidade os enterrassem.

#### Pós-Guerra
Em 1 de agosto de 1945 o 501.º PIR foi transferido para a França, enquanto o resto da divisão permaneceu aquartelada em Zell am See e Kaprun, nos Alpes austríacos. Algumas unidades da divisão começaram a treinar para a Guerra do Pacífico, mas esta terminou antes de serem necessárias. A divisão foi desativada em 30 de novembro de 1945. Pelos seus esforços durante a Segunda Guerra Mundial, a 101.ª Divisão Aerotransportada recebeu quatro torçais de campanhas e duas Citações Presidenciais de Unidade.

### Direitos civis
Os "Little Rock Nine" eram um grupo de estudantes afro-americanos que estavam matriculados na Escola Secundária de Little Rock (Arkansas) em setembro de 1957, como resultado da decisão da Suprema Corte dos Estados Unidos, no histórico Brown v. Board of Education. Elementos do 1.º Grupo de Batalha Aerotransportada da divisão, do 327.º Regimento de Infantaria, foram enviados para Little Rock pelo Presidente Eisenhower, para escoltar os alunos na escola anteriormente segregada, durante a crise. A divisão era comandada pelo major-general Edwin Walker, que se tinha comprometido a proteger os estudantes negros. As tropas estiveram empenhadas desde setembro até ao Dia de Ação de Graças de 1957, quando foram redidos pelo Destacamento do 153.º Regimento de Infantaria (Guarda Nacional do Exército do Arkansas), que também estava de serviço na escola, desde 24 de setembro.

### Guerra do Vietname

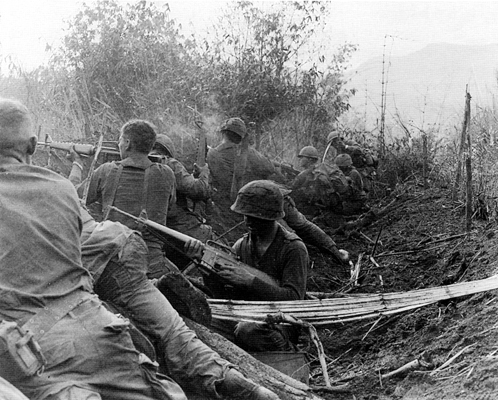
Homens da 1.ª Brigada, 101.ª Divisão Aerotransportada, disparam a partir de antigas trincheiras dos Viet Cong.

Em 29 de julho de 1965, a 1.ª Brigada foi enviada para o Vietname do Sul com as seguintes unidades:
- 1.º Batalhão, 327.º Regimento de Infantaria (RI)
- 2.º Batalhão, 327.º RI
- 2.º Batalhão, 502.º RI
- 2.º Batalhão, 320.º Regimento de Artilharia
- Tropa A, 2.º Esquadrão 17.ª Cavalaria
- 101.º Batalhão de Apoio (provisório)
- Companhia A, 326.º Batalhão de Engenheiros
- Companhia D, 326.º Batalhão Médico
- Comapnhia B, 501.º Batalhão de Transmissões
- 20.º Destacamento Químico
- 181.° Destacamento de Inteligência Militar
- 406.º Destacamento da Agência de Segurança do Exército[29]

De 1965 a 1967 a 1.ª Brigada operou de forma independente como uma espécie de brigada de combate e ganhou a reputação de ser chamada "Nómadas do Vietname". Eles combateram em todas as zonas do Vietname, desde a Zona Desmilitarizada no norte até às Terras Altas do Centro. Em maio de 1967, a 1.ª Brigada operou como parte do Destacamento do Oregon .
O resto da 101.ª foi empenhado no Vietname em novembro de 1967 e a 1.ª Brigada voltou à sua Divisão original. A 101.ª foi projetada para a região norte do I Corps, operando contra as rotas de infiltração do Exército Popular do Vietname (EPV) através do Laos e do Vale A Shau, durante a maior parte da guerra. Em quase sete anos de combate no Vietname, os elementos da 101.ª participaram em 15 campanhas. Destacam-se a Batalha de Hamburger Hill em 1969 e a Firebase Ripcord em 1970.
A 101.ª Aerotransportada foi apelidada "Chicken Men" ("Homens-Galinha") pelos norte-vietnamitas, por causa das suas insígnias com uma águia-careca. Dizem que os comandantes inimigos avisaram os seus homens para evitar os Homens Galinha a todo custo, porque perderiam certamente qualquer confronto com eles. Um dos adversários da 101.ª Divisão Aerotransportada comentou mesmo que, de todas as forças americanas, a 101.ª Aerotransportada era a que ele mais temia.
Em território nacional, a 101.ª juntamente com a 82.ª Divisão Aerotransportada foram enviadas para reprimir a grande e violenta revolta de Detroit de 1967.

### Pós-Vietname

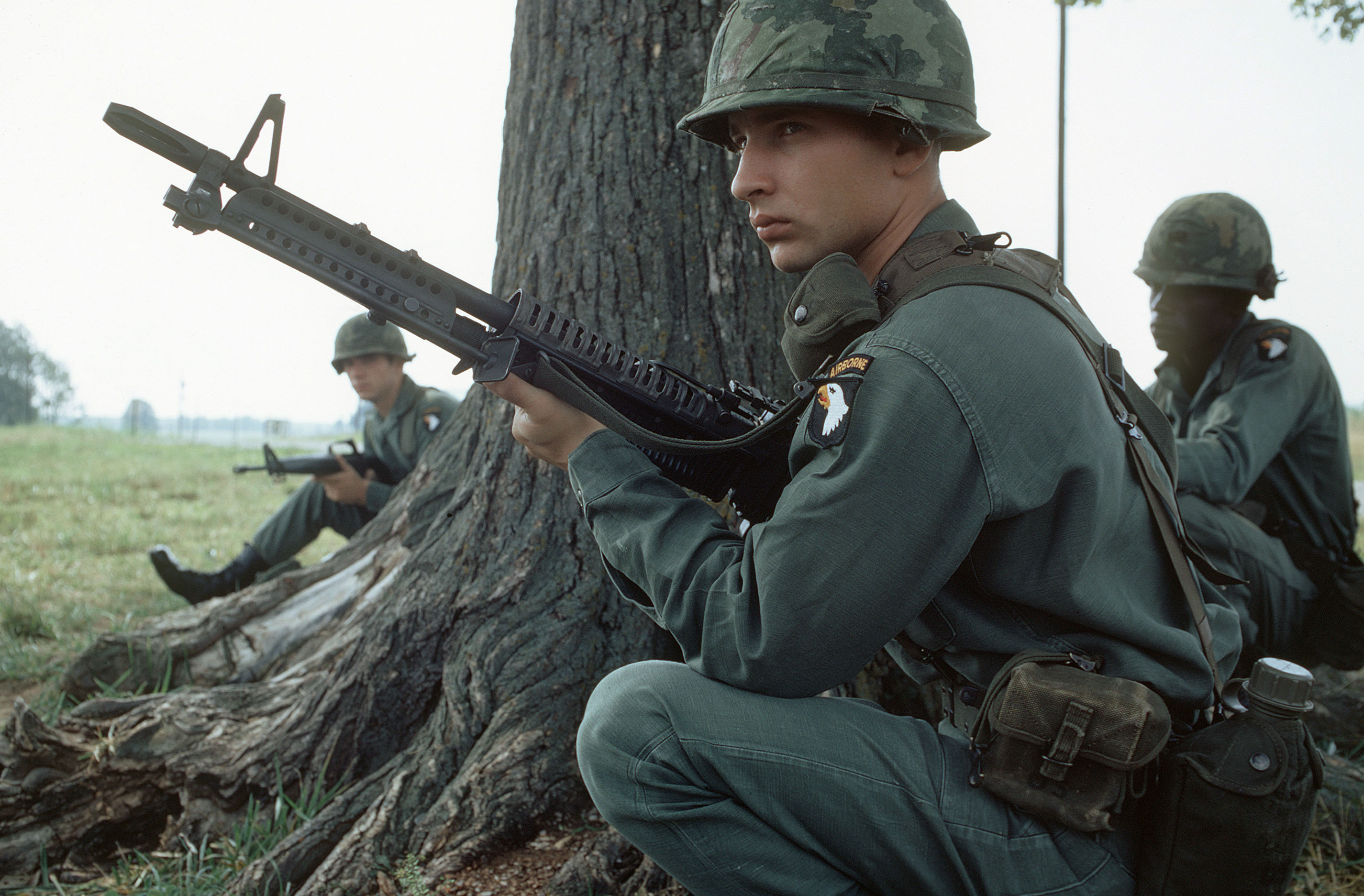
Um membro da 101.ª Divisão Aerotransportada, armado com uma metralhadora M60, participa num exercício de campo em 1972. Vê-se ainda uma M16A1 no fundo, e cada soldado com um capacete M1.

Em 1968, a 101.ª Divisão assumiu a estrutura e equipamento de uma divisão aero-móvel. Após o seu regresso do Vietname, a divisão foi reconstruída com uma brigada (3d) e elementos de apoio paraquedistas, utilizando os recursos do que tinha sido a 173.ª Brigada Aerotransportada. As duas brigadas e unidades de apoio restantes foram organizadas como aero-móveis. Com a exceção de certas unidades especializadas, como os precursores ou os técnicos de dobragem e manutenção de paraquedas, no início de 1974 o Exército eliminou a capacidade de salto da divisão. Simultaneamente, a 101.ª introduziu o Emblema "Airmobile" (renomeado no final daquele ano como Emblema de Assalto Aéreo), cujo design se baseou no Emblema de Planador da Segunda Guerra Mundial. Inicialmente, o crachá era autorizado apenas para uso enquanto atribuído à divisão, mas em 1978 o Exército autorizou o seu uso em todo o serviço. Os soldados continuaram a usar o bivaque com a insígnia com o planador, botas de cano alto e a asa de tecido oval atrás do crachá de paraquedista, tal como os paraquedistas anteriores. Uma boina azul foi autorizada para a divisão em março ou abril de 1975 e usada até ser revogada no final de 1979.
A divisão também foi autorizada a voltar a utilizar a versão colorida da águia branca, em vez da versão verde que utilizada no Vietname.
Em 12 de dezembro de 1985, uma aeronave civil, o voo Arrow Air 1285, fretado para transportar parte da divisão em missão de manutenção da paz na península do Sinai para o Kentucky, caiu a uma curta distância do Aeroporto Internacional de Gander, na Terra Nova. Todos os oito tripulantes e 248 militares dos EUA morreram, a maioria do 3.º Batalhão, 502.º RI. Os investigadores do Conselho de Segurança e Investigação de Acidentes de Aviação do Canadá não conseguiram determinar a sequência exata de acontecimentos que levaram ao acidente, mas concluíram que a causa provável era a formação de gelo. Na época, foi o 17.º acidente de aviação mais desastroso, em termos de vítimas mortais. O Presidente Ronald Reagan e a sua esposa Nancy viajaram para Fort Campbell para confortar os familiares em luto.

### Guerra do Golfo

Operações terrestres durante a Operação Tempestade no Deserto, com a 101.ª Divisão Aerotransportada posicionada no flanco esquerdo.

Em 17 de janeiro de 1991, o 101.º Regimento de Aviação deu os primeiros tiros da guerra, quando oito Apaches AH-64 destruíram com sucesso dois locais de radares de alerta iraquianos. Em fevereiro de 1991, a 101.ª viu novamente o seu "Encontro com o Destino" no Iraque, durante o assalto aéreo de combate em território inimigo. A 101.ª Divisão Aerotransportada tinha penetrado 155 milhas atrás das linhas inimigas. Foi a operação de assalto aéreo mais longa (em comprimento) da história.
Aproximadamente 400 helicópteros transportaram 2.000 soldados para o Iraque, onde destruíram colunas iraquianas tentando escapar para oeste, e impediram a fuga das forças iraquianas. As Águias Gritadoras penetrariam cerca de mais 80 a 100 quilómetros dentro do Iraque. Ao cair da noite, a 101.ª cortou a Rodovia 8, que era uma linha de reabastecimento vital entre Baçorá e as forças iraquianas. A 101.ª perdeu 16 soldados em combate, durante a guerra de cerca de 100 horas, e capturou milhares de prisioneiros de guerra inimigos.

### Ajuda humanitária
A divisão apoiou os esforços de ajuda humanitária no Ruanda e na Somália e depois forneceu forças de manutenção de paz ao Haiti e à Bósnia e Herzegovina.

### Kosovo
Em fevereiro de 2000, até agosto de 2000, a 3.ª Brigada 1/187 foi enviada para o Kosovo para operações de manutenção da paz como parte do Task Force Falcon em apoio à Operação Joint Guardian.
Em agosto de 2000 o 2.º Batalhão, 327.º Regimento de Infantaria, além de alguns elementos do 502.º Regimento de Infantaria, ajudou a garantir a paz no Kosovo e apoiou as eleições de outubro para a formação do novo governo kosovar.

### Operação Liberdade Duradoura
A 101.ª Divisão Aerotransportada (Assalto Aéreo) foi a primeira unidade americana empenhada em apoio da Guerra Contra o Terrorismo. A 101.ª Divisão realizou operações de contra-insurgência no Afeganistão, consistindo principalmente de ataques, emboscadas e patrulhamento. A 101.ª também realizou assaltos aéreos durante toda a operação.

### Guerra do Iraque

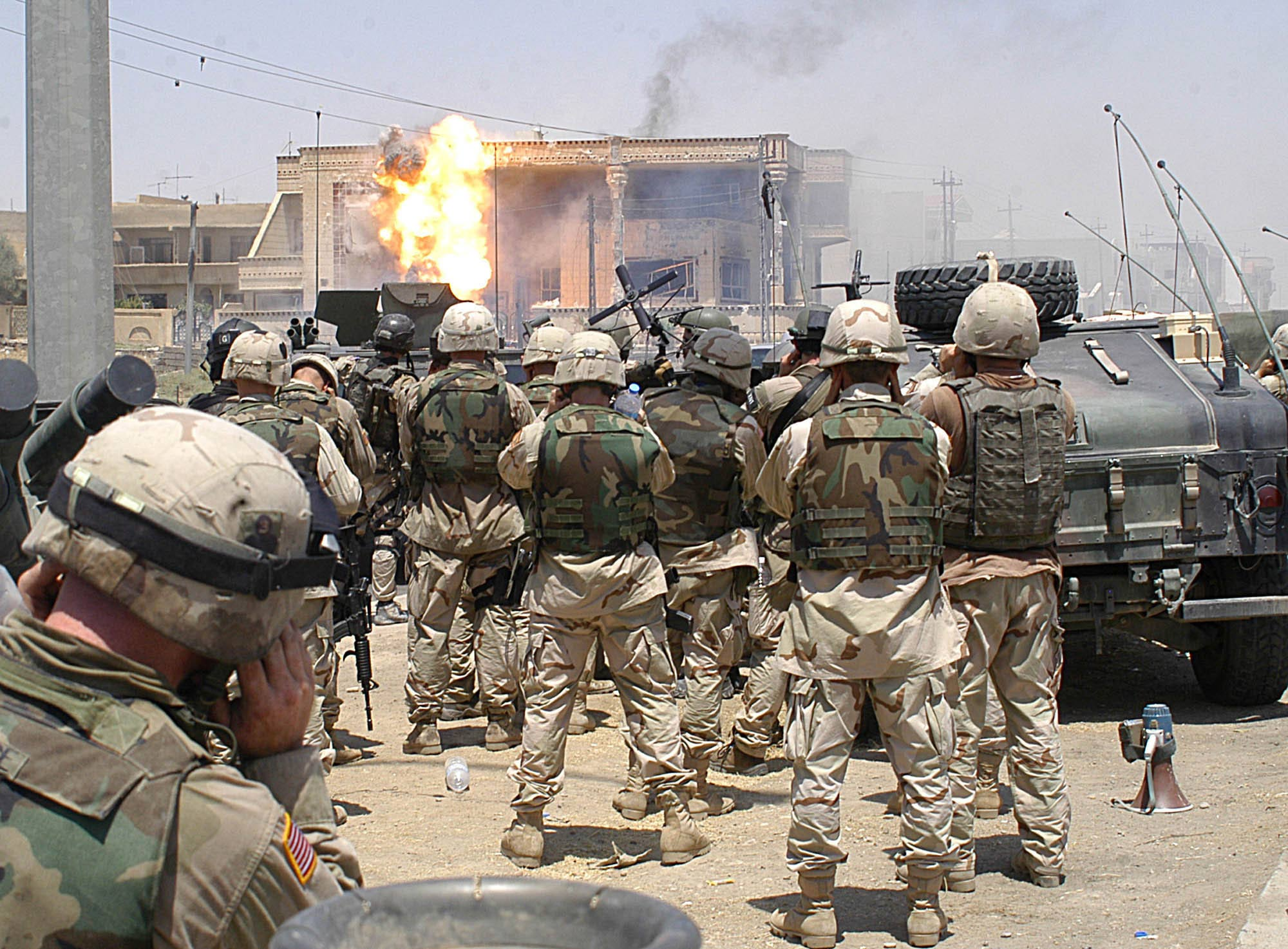
O 3.º Batalhão, 327.º Regimento de Infantaria, ao lado da Task-Force 121 em Uday, no esconderijo de Qusay Hussein.

Em 2003, o major-general David H. Petraeus ("Águia 6") liderou as Águias Gritantes na guerra durante a invasão do Iraque em 2003 ( Operação Iraqi Freedom ).
A divisão estava no V Corps, fornecendo apoio à 3.ª Divisão de Infantaria, limpando casamatas iraquianas que a 3.ª Divisão tinha deixado para trás. O 3.º Batalhão, 187.º Regimento de Infantaria (3.ª Brigada) foi anexado à 3.ª Divisão de Infantaria e foi a principal força empenhada na liberação do Aeroporto Internacional de Saddam. A divisão serviu como parte das forças de ocupação do Iraque, usando a cidade de Mosul como sua principal base de operações. O 1.º e o 2.º Batalhões, 327.º Regimento de Infantaria (1.ª Brigada) supervisionaram o remoto aeroporto de Qayarrah West, 48 km a sul de Mosul. O 502.º Regimento de Infantaria (2.ª Brigada) e o 3.º Batalhão, 327.º Regimento de Infantaria foram responsáveis por Mosul em si, enquanto o 187.º Regimento de Infantaria (3d Brigada) controlava Tal Afar, a oeste de Mosul. A 101.ª Aerotransportada também participou na Batalha de Karbala. A cidade tinha sido contornada durante o avanço em Bagdad, ficando unidades americanas mais atrasadas com a missão de limpá-la em dois dias, com combates nas ruas contra forças irregulares iraquianas. O 3.º Batalhão, 502.º Regimento de Infantaria, 101.ª Divisão Aerotransportada recebeu um Prémio Valor de Unidade pelo seu desempenho em combate.
Até dezembro de 2007, 143 membros da divisão morreram em serviço no Iraque.

### Regresso ao Afeganistão
Enquanto as 1.ª, 2.ª e 3.ª Equipas de Combate de Brigada foram destacadas para o Iraque de 2007 a 2008, a sede da divisão, a 4.ª Equipa de Combate de Brigada, a 101.ª Brigada de Manutenção e a 101.ª Brigada de Aviação de Combate, seguida pela 159.ª Brigada de Aviação de Combate, foram empenhadas no Afeganistão para missões de um ano, durante o período 2007-09.

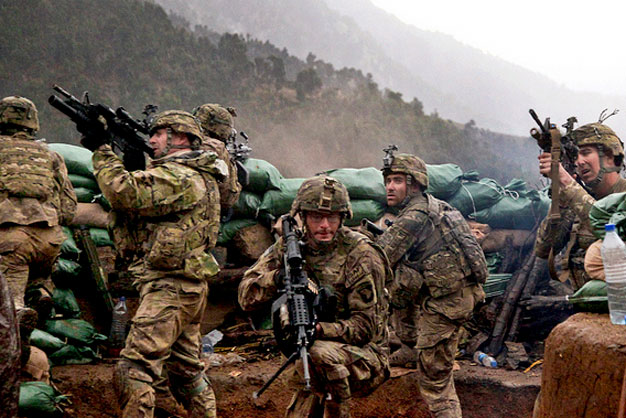
Soldados do Exército dos EUA com o 2.º Batalhão, 327.º Regimento de Infantaria, 101.ª Divisão Aerotransportada, durante um tiroteio com as forças Taliban no vale Barawala Kalay, na província de Kunar, Afeganistão, em 31 de março de 2011

Em 15 de setembro de 2010 a 101.ª Aerotransportada iniciou uma grande operação, conhecida como Operação Dragon Strike. O objetivo da operação era recuperar a província estratégica do sul de Kandahar, que foi o berço do movimento talibã. A área onde a operação ocorreu foi apelidada de "Coração das Trevas" pelas tropas da coligação.
Até o final de dezembro de 2010 os principais objetivos da operação tinham sido alcançados. A maioria das forças talibãs em Kandahar tinham-se retirado da província e grande parte de sua liderança foi fragilizada.
Até 5 de junho de 2011 um total de 131 soldados tinham sido mortos durante este destacamento, o maior número de mortos da 101.ª Aerotransportada num único destacamento desde a Guerra do Vietname.
O 2.º Batalhão, 327.º Regimento de Infantaria, 101.ª Divisão Aerotransportada conduziu uma grande operação de combate no Vale Barawala Kalay, Província de Kunar, Afeganistão, de março a abril de 2011. É conhecida como a Batalha do Vale Barawala Kalay. Foi uma operação para encerrar a rota de abastecimento dos Talibãs através do vale Barawala Kalay e remover as forças do chefe talibã Qari Ziaur Rahman do vale Barwala Kalay. O 2.º Batalhão, 327.º Regimento de Infantaria, 101.ª Divisão Aerotransportada sofreria 6 mortos e 7 feridos durante as operações de combate. Causariam também mais de 100 baixas nos Talibã encerrariam com sucesso este meio de abastecimento. O correspondente da ABC News, Mike Boettcher, estava no local e considerou-a a luta mais violenta que já tinha visto nos seus 30 anos de carreira em zonas de guerra.

### Operação United Assistance
Em 2014, o comando da 101.ª Divisão Aerotransportada foi projetada para África para ajudar a conter a propagação do Ebola, como parte da Operação United Assistance.

### Iraque em 2016

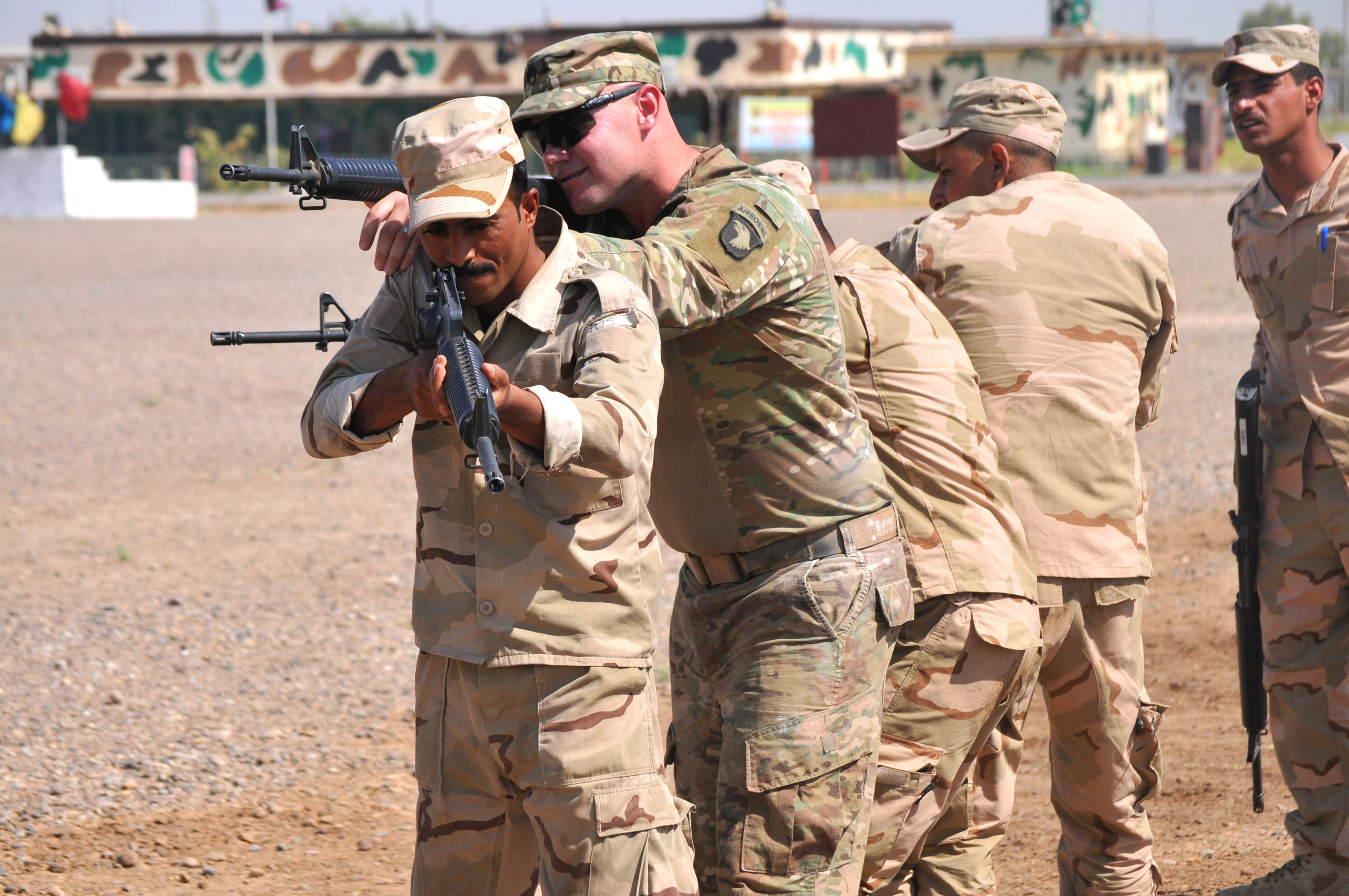
Um instrutor da Companhia A, 1.º Batalhão 502.º Regimento de Infantaria, Destacameno "Strike", 101.ª Divisão Aerotransportada auxilia rangers do exército iraquiano, durante um exercício de limpeza de áreas edificadas, em Camp Taji, Iraque, em 18 de julho de 2016

O Exército dos EUA enviou 500 soldados da 101.ª Divisão Aerotransportada (Assalto Aéreo) para o Iraque e Kuwait no início de 2016, para aconselhar e auxiliar as Forças de Segurança do Iraque.
Nos conflitos recentes, a 101.ª Aerotransportada esteve cada vez mais envolvida na condução de operações especiais, especialmente no treino e desenvolvimento das forças militares e de segurança de outros estados e operações de combate ao terrorismo. Isso é conhecido na comunidade de operações especiais como defesa interna estrangeira e contra-terrorismo. Foi anunciado em 14 de janeiro de 2016 que soldados da 101.ª Aerotransportada receberiam rotações no Iraque para treinar membros das forças terrestres iraquianas em preparação de ações contra o Estado Islâmico.
Em 6 de setembro de 2016, o Exército dos EUA anunciou que enviaria cerca de 1400 soldados da 3.ª Brigada de Combate ao Afeganistão no outono de 2016, em apoio ao Sentinel da Operação Liberdade - a operação antiterrorista dos EUA contra os remanescentes da Al-Qaeda, ISIS-K e outros grupos terroristas. A liderança sênior mencionou a equipe de combate da 3.ª Brigada como sendo excepcional. Brigue. Gen. Scott Brower afirmou que os Rakkasans são treinados, bem liderados e preparados para cumprir qualquer missão que lhes fosse dada. Durante esta missão, três soldados de 1/187, a 3.ª Brigada de Combate morreram como resultado de um ataque interno por um soldado afegão.

### Operação Inherent Resolve
Em maio de 2016, a brigada foi enviada para aconselhar e ajudar, treinar e equipar as forças de segurança iraquianas para combater o Estado Islâmico do Iraque. A 2.ª Brigada também conduziu fogo de precisão e apoiou uma infinidade de operações de inteligência e logística para a coligação e forças iraquianas. Forneceram ainda segurança básica em mais de 12 áreas de operações e ajudaram na erradicação do EI de Fallujah, na quase eliminação dos ataques suicidas em Bagdad e na introdução de táticas aprimoradas que libertaram mais de 100 cidades e aldeias. A 2.ª Brigada também desempenhou um papel significativo na libertação de Mosul.

## Insígnias de capacete
A 101.ª distinguía-se, em parte, pelas insígnias que usava nos capacetes táticos. Os naipes (ouros, espadas, copas e paus) de cada lado do capacete identificavam o regimento ao qual cada soldado pertencia. A única exceção foi a 187.º, que foi integrada na divisão mais tarde. O quartel-general da divisão e as unidades de apoio usavam um quadrado e a artilharia um círculo. As marcas posicionadas às 3, 6 e 9 horas indicavam a qual batalhão o indivíduo pertencia, enquanto as marcas às 12 horas indicavam um empenhamento no comando ou no comando de uma das companhias.
- Estas insígnias foram vistas pela primeira vez na Segunda Guerra Mundial e ainda podem ser vistas nos soldados da 101.ª Divisão hoje.
  - 327.º : Paus (♣) (atualmente usado pela 1.ª Brigada de Combate; representado no filme Battleground, de 1949)
  - 501.º : Ouros (♦) (Atualmente o 1.º Batalhão, o 501.º Regimento de Infantaria faz parte da 4.ª Brigada (ABN), 25.ª Divisão de Infantaria do Alasca) Atualmente, os ouros são usados tanto pelo 1.º Batalhão do 501.º Regimento de Infantaria e da 101.ª Brigada de Aviação de Combate
  - 502.º : Copas (♥) (Atualmente usado pela 2.ª Equipa da Brigada de Combate)
  - 506.º : Espadas (♠) (Anteriormente usado pela 4.ª Equipa da Brigada de Combate antes da sua desativação, em 2014; retratado na minissérie Band of Brothers; atualmente usado pelo 1.º e 2.º Batalhões do 506.º Regimento de Infantaria)

## Condecorações
- Citação de Unidade Presidencial (Exército) para NORMANDIA (somente Divisão e 1.ª Brigada)
- Citação de Unidade Presidencial (Exército) para BASTOGNE (somente Divisão e 1.ª Brigada)
- Citação de Unidade Presidencial (Exército) de DAK TO, VIETNAM 1966 (somente 1.ª Brigada)
- Citação de Unidade Presidencial (Exército) para DONG AP BIA MOUNTAIN (somente 3.ª Brigada)
- Citação de Unidade Presidencial (Exército) para AFEGANISTÃO 2010–2011 (somente 2.ª Brigada)
- Prémio Unidade Valorosa por THUA THIEN PROVINCE (somente 3.ª Brigada e Divisão)
- Prémio Unidade Valoroso por TUY HOA (somente 1.ª Brigada)
- Prémio Unidade Valorosa para AN NAJAF (somente 1.ª Brigada)
- Prémio Unidade Valoroso para o AFEGANISTÃO 2010 (somente na 3.ª Brigada)
- Prémio Unidade Valorosa para o AFEGANISTÃO 2010–2011 (somente na 2.ª Brigada)
- Comenda de Unidade Meritória (Exército) pelo VIETNAME de 1965 a 1966 (somente na 1.ª Brigada)
- Comenda de Unidade Meritória (Exército) pelo VIETNAME 1968 (apenas na 3.ª Brigada)
- Comenda de Unidade Meritória (Exército) da ÁSIA SUDESTE (exceto 159.ª Brigada de Aviação)
- Elogio da Unidade Meritória (Exército) para o IRAQUE 2003–2004 (somente na 1.ª Brigada)
- Elogio da Unidade Meritória (Exército) para o IRAQUE 2005–2006 (apenas na 4.ª Brigada)
- Croix de guerra francês com Palma, Segunda Guerra Mundial para a NORMANDIA (somente Divisão e 1.ª Brigada)
- Croix de guerra belga 1940 com Palma para BASTOGNE (somente Divisão e 1.ª Brigada);
- Citado na Ordem do Dia do Exército Belga para ação em BASTOGNE (somente Divisão e 1.ª Brigada)
- Fourragère belga 1944 (somente divisão e 1.ª brigada)
- Citado na ordem do dia do exército belga para ação na França e na Bélgica (somente divisão e 1.ª brigada)
- Cruz de Bravura da República do Vietname com palmeiras para o VIETNAME de 1966 a 1967 (somente a 1.ª Brigada)
- Cruz de Bravura da República do Vietname com Palm para o VIETNAME 1968 (somente na 2.ª Brigada)
- Cruz de Bravura da República do Vietname com a palma da mão para o VIETNAME 1968-1969 (exceto 159.ª Brigada de Aviação)
- Cruz de Bravura da República do Vietname com a palma da mão para o VIETNAME em 1971 (exceto 159.ª Brigada de Aviação)
- Medalha de Honra para Ação Civil na República do Vietname, Primeira Classe do VIETNAME 1968-1970 (exceto 159.ª Brigada de Aviação)
- Medalha de Honra para Ação Civil na República do Vietname, Primeira Classe pelo VIETNAME 1970 (somente DIVARTY)
- Comenda de Unidade Meritória (Exército) pelo Iraque 2003–2004 (Divisão)
- Comenda da Marinha / Unidade Marinha (Exército) para o Iraque 2005–2006 (apenas na 4.ª Brigada)
- Elogio da Unidade Meritória Conjunto para o Afeganistão 2008–2009 (apenas 5-101 AVN) Prêmio da Unidade Meritória Conjunto para a Operação no Haiti em prol da democracia (apenas no 101.º MP CO)

## Membros notáveis
- Blake Clark - ator americano;
- Tom Cotton - político de Arkansas, atual senador júnior dos EUA de Arkansas;
- Randy Couture - Lutador e treinador de MMA;
- Jimi Hendrix - Músico;
- Tommy Mercer - Lutador profissional, atualmente assinado com a TNA Wrestling sob o nome Crimson;
- Eric Rudolph - Terrorista responsável pelo atentado ao Centennial Olympic Park e outros;
- Robert Sink - comandou o 506.º Regimento de Infantaria Paraquedista da 101.ª Divisão Aerotransportada. Interpretado por Dale Dye na minissérie Band of Brothers;
- Vincent Speranza - soldado durante a Segunda Guerra Mundial e herói do cerco de Bastogne;
- Jack Warden - ator que serviu no 501.º RI; em That Kind of Woman Warden interpretou um paraquedista da 82.ª Divisão Aerotransportada;[50][51]
- Dan White - supervisor de São Francisco que assassinou o mayor de São Francisco, George Moscone, e o supervisor Harvey Milk, na segunda-feira, 27 de novembro de 1978;
- Barry Winchell - soldado, cujo assassinato por um soldado em Fort Campbell se tornou um ponto de referência no debate sobre a política "Não pergunte, não conte";
- Richard Winters - Major, comandante da Easy Company e do 2.º Batalhão (506.º PIR) durante a Segunda Guerra Mundial, interpretado por Damian Lewis na série de TV Band of Brothers.

## Na cultura popular
- Battleground, filme de 1949, seguiu o 327.º Regimento de Infantaria de Planadores;
- O filme de 1977 A Bridge Too Far apresenta a 101.ª Divisão Aerotransportada;[52]
- Canção de 1993, " Rooster ", lançada por Alice in Chains . Jerry Cantrell Sr., pai do guitarrista Jerry Cantrell, serviu na 101.ª Divisão Aerotransportada durante a Guerra do Vietname;[53]
- No filme de 1998, O Resgate do Soldado Ryan , Ryan é um soldado da 101.ª Divisão Aerotransportada;
- Série de TV de 2001 Band of Brothers, dramatizando as façanhas da Easy Company, 2.º Batalhão 506.º PIR, 101.ª Divisão Aerotransportada, na Segunda Guerra Mundial na Europa, da Operação Overlord até ao Dia da Vitória na Europa; baseado no livro Band of Brothers, de Stephen E. Ambrose;
- O documentário de 2007 Eu sou um soldado americano seguiu a companhia C do BCT durante a sua missão no Iraque em 2006;[54]
- Em 2010, a banda sueca de power metal Sabaton lançou a música Screaming Eagles sobre a 101.ª na Batalha das Ardenas;
- Em 2016, a equipa de hóquei da NHL da Florida redesenhou o seu uniforme e logótipo, inspirando-se na 101.ª Airborne, através da influência do proprietário da equipa e ex-membro da divisão Vincent Viola;[55]
- No romance de 2016 do autor americano David Baldacci, No Man's Land, é revelado que a personagem principal John Puller, pai de Jr John Puller, Sr, era o comandante da 101.ª Aerotransportada durante a Batalha de Hamburger Hill. Na verdade, o comandante da divisão na época era Melvin Zais;
- No filme de 2018 God Bless the Broken Road, a história fictícia passa-se perto de Fort Campbell e segue a vida de uma viúva de um soldado da 101.ª Aerotransportada.[56]